# You Will Be the Death of Me
You Will Be the Death of Me è il quarto album in studio del gruppo musicale statunitense Light the Torch, pubblicato il 25 giugno 2021 dalla Nuclear Blast.

## Tracce
Testi di Howard Jones, musiche di Francesco Artusato, eccetto dove indicato. 
1. More Than Dreaming – 3:09
2. Let Me Fall Apart – 3:27
3. End of the World – 3:17
4. Wilting in the Light – 3:48
5. Death of Me – 3:23
6. Living With a Ghost – 3:31
7. Become the Martyr – 3:45
8. Something deep Inside – 3:31
9. I Hate Myself – 3:41
10. Denying the Sin – 3:32
11. Come Back to the Quicksand – 3:06
12. Sign Your Name – 4:34 (Terence Trent D'Arby)

## Formazione
Gruppo
- Howard Jones – voce
- Francesco Artusato – chitarra, programmazione
- Ryan Wombacher – basso, cori
- Alex Rüdinger – batteria

Produzione
- Josh Gilbert – produzione, ingegneria del suono
- Light the Torch – produzione
- Joseph McQueen – ingegneria del suono, missaggio
- Francesco Artusato – ingegneria del suono aggiuntiva, illustrazione copertina
- Ted Jensen – mastering